# Alla Ter-Sarkissiants
Alla Iervandovna Ter-Sarkissiants (en russe : Алла Ервандовна Тер-Саркисянц), née le 25 avril 1937 à Moscou et morte le 16 août 2019 dans cette même ville[réf. nécessaire], est une historienne et arménologue russe.

## Biographie
Alla Ter-Sarkissiants sort diplômée de la Faculté d'histoire de l'université d'État de Moscou en 1959.